# Громадянська війна в М'янмі (з 2021)
Громадянська війна в М'янмі (бірм. ၂၀၂၁-၂၀၂၃ မြန်မာနိုင်ငံပြည်သူ့ခုခတွန်းလှန်စစ်), також відома як Весняна революція Бірми — це громадянська війна, яка розпочалася в результаті тривалих повстань у Бірмі, які різко загострилися у відповідь на військовий переворот 2021 року, яке було жорстоко придушено, що й спровокувало появу нових протестних рухів. У перші місяці після перевороту опозиція почала об'єднуватися навколо Уряду національної єдності, який кинув виклик хунті. До 2022 року опозиція контролювала значну, хоча й малонаселену територію. У багатьох селах і містах внаслідок збройного терору з боку хунти тисячі місцевих жителів були змушено покинути свої домівки. Управління ООН з координації гуманітарних питань повідомило, що на початок вересня 2022 року 974 000 людей були внутрішньо переміщеними особами з моменту перевороту. У період між переворотом і червнем 2022 року понад 40 000 людей втекли до сусідніх країн, багато з них — з громад поблизу кордонів, які зазнали нападів сил хунти.

## Контекст
Вранці 1 лютого 2021 року Татмадо успішно скинула обраний уряд Бірми, сформувавши військову хунту. Колишній президент Він М'їнт, Аун Сан Су Чжі та кілька інших членів Національної ліги за демократію були заарештовані під час ранкових рейдів, а Мін Аун Хлаїнґ був призначений головнокомандувачем сил оборони та фактичним лідером країни.
Точні мотиви перевороту незрозумілі: Татмадо стверджує, що на загальних виборах 2020 року було зафіксовано 8,6 мільйона виборчих порушень у дні, що передували перевороту, але не надала жодних доказів. Вважається, що переворот міг бути засобом відновлення давньої влади військових над країною, яка закінчилася десять років тому.
Криваві придушення антипереворотних демонстрацій призвели до створення збройних формувань для боротьби з Державною адміністративною радою, військовою хунтою. Об'єднані під назвою «Сили народної оборони» (СНО) і під керівництвом Уряду національної єдності (УНЄ), сформованого колишніми парламентарями, які перебували при владі до перевороту, СНО й УНЄ офіційно оголосили «оборонну війну» проти військового режиму у вересні 2021 року. За оцінками ACLED, станом на 29 липня 2022 року в результаті насильства, що рушило за переворотом у 2021 році, загалом загинула приблизно 23 521 людина.

## Передумови
Вранці 1 лютого 2021 року «Татмадо» успішно скинула обраний уряд М'янми унаслідок перевороту, сформувавши військову хунту. Колишній президент Він М'їн, Аун Сан Су Чжи та кілька інших членів Національної ліги за демократію були затримані під час ранкових рейдів, а Мін Аун Хлайн призначили головнокомандувачем збройних сил і фактичним правителем країни.
Точні мотиви перевороту незрозумілі. Напередодні перевороту Татмадо стверджував, що на загальних виборах 2020 року виявили 8,6 мільйона порушень у голосуванні, але не надав жодних доказів. Переворот, можливо, був способом відновити довготривалу владу військових над країною, яка закінчилася десять років тому.
Криваві репресії проти антипереворотних демонстрацій призвели до створення збройних загонів для боротьби з Державною радою адміністрації, військовою хунтою. Об'єднані під назвою Народні сили оборони (PDF) та наказами Уряд національної єдності М'янми (NUG), сформованого парламентарями, що діяли до державного перевороту, PDF та NUG офіційно оголосили «оборонну війну» проти військового режиму у вересні 2021 року. За оцінками ACLED, станом на 29 липня 2022 року унаслідок насильства після перевороту 2021 року було вбито загалом близько 23 521 особи.

## Економічний ефект
Економічні умови в Бірмі різко погіршилися через бойові дії та економічну безгосподарність Державної адміністративної ради. У 2021 році ВВП Бірми скоротився на 5,9 %. У 2021 році уряд Бірми оголосив, що не зможе виконати свої зобов'язання перед народом. У період з березня по червень 2022 року майже 10 000 людей щомісяця залишали країну офіційними каналами, що посилило відтік мізків і стало відображенням втечі цивільного населення після військових переворотів 1962 і 1988 років. Місцевий ринок праці зазнав краху. До вересня 2022 року вартість бірманського к'яту знецінилася більш ніж на 60 %, а ціни на товари зросли на 57 %. За оцінками Світового банку, економіка Бірми скоротиться ще на 18 % у 2022 році. З квітня 2022 року країна відчуває дефіцит валюти, що гостро позначилося на імпортерах, призвівши до дефіциту основних товарів, таких як ліки та добрива. Військовий режим запровадив контроль над економікою країни, що призвело до зростання вартості к'яту. Військовий режим запровадив валютний контроль, що посилило дефіцит доларів США серед міжнародних компаній, які працюють у країні. Багато іноземних і транснаціональних компаній, зокрема Telenor, Ooredoo, Chevron, British American Tobacco і Woodside Petroleum, залишили бірманський ринок із загостренням конфлікту. У вересні 2022 року Група з розробки фінансових заходів боротьби з відмиванням грошей (FATF) на чолі з G7 оголосила про намір внести Бірму до чорного списку за нездатність приборкати відмивання грошей і фінансування тероризму. Наразі у чорному списку FATF перебувають лише Іран та Північна Корея. У жовтні 2022 року Бірма потрапила до чорного списку FATF, що збільшило волатильність вартості бірманського к'яту.

## Міжнародна реакція
У червні 2021 року Генеральна Асамблея Організації Об'єднаних Націй ухвалила резолюцію, що не має обов'язкової сили, і закликала країни-члени запровадити ембарго на постачання зброї до М'янми. 200 міжнародних організацій, у тому числі Amnesty International і Human Rights Watch, продовжували тиснути на ООН та її країни-члени щодо прийняття глобального ембарго на постачання зброї.
АСЕАН заблокувала М'янму від участі в регіональних самітах після перевороту 2021 року. Країни-члени АСЕАН не зайняли послідовного, скоординованого підходу щодо громадянської війни через внутрішній розкол. Бруней, Індонезія, Малайзія, Філіппіни та Сінгапур рішуче виступають проти військової хунти, тоді як Таїланд продовжує залишатися її ключовим союзником.
Сполучені Штати Америки, Велика Британія, Канада та Європейський Союз запровадили санкції проти осіб та організацій, пов'язаних із військовими М'янми, у відповідь на насильство. Однак ефективність цих санкцій була підірвана поганою координацією між урядами та відсутністю значущих цілей. Станом на лютий 2023 року лише 13 % об'єктів санкцій проти М'янми були піддані санкціям США, Великобританії та ЄС. Крім того, уряди Сполученого Королівства та США не наклали санкцій на Myanma Oil and Gas Enterprise (MOGE), яке є найбільшим джерелом іноземної валюти в країні.
23 грудня 2022 року президент США Джо Байден підписав Закон про М'янму, який надає президенту додаткові повноваження вносити зміни в політику щодо М'янми.
У відповідь на Закон про Бірму китайський уряд швидко мобілізував зусилля і перейшов до підтримки військової хунти. Наприкінці грудня спеціальний посланник Китаю в М'янмі Ден Сіюнь був направлений до Найп'їдо для взаємодії з військовою хунтою. Після візиту Дена військові М'янми відкликали 30 батальйонів від Північно-східного командування та передислокували їх для початку великих наступальних дій проти продемократичних сил в інших областях країни.
Росія налагодила глибші зв'язки з військовою хунтою під час розвитку громадянської війни. Росія надала режиму ресурси, амуніцію та дипломатичну підтримку. Мін Аун Хлайн кілька разів відвідував Росію, особисто зустрічався з президентом Росії Володимиром Путіним у вересні 2022 року. Військова хунта підтримала російське вторгнення в Україну.